# Love Tattoo
Love Tattoo es el segundo álbum de la cantante irlandesa de rockabilly Imelda May; fue lanzado el 20 de octubre de 2008 por la discográfica Universal Music. 

## Lista de canciones
Todas las canciones escritas y compuestas por Imelda May. 
| N.º | Título                           | Escritor(es)                  | Duración |  |
| 1.  | «Johnny Got a Boom Boom»         |                               | 2:59     |  |
| 2.  | «Feel Me»                        |                               | 2:57     |  |
| 3.  | «Knock 123»                      |                               | 5:27     |  |
| 4.  | «Wild About My Lovin'»           | Tradicional, arreglos por May | 3:15     |  |
| 5.  | «Big Bad Handsome Man»           |                               | 2:43     |  |
| 6.  | «Love Tattoo»                    |                               | 2:55     |  |
| 7.  | «Meet You at The Moon»           |                               | 2:47     |  |
| 8.  | «Smokers' Song»                  |                               | 2:37     |  |
| 9.  | «Smotherin' Me»                  |                               | 2:42     |  |
| 10. | «Falling in Love With You Again» |                               | 4:07     |  |
| 11. | «It's Your Voodoo Working»       | Charles Sheffield             | 3:12     |  |
| 12. | «Watcha Gonna Do»                |                               | 3:42     |  |

| Edición limitada extendida |                                               |                       |          |  |
| N.º                        | Título                                        | Escritor(es)          | Duración |  |
| 1.                         | «My Babe» (En directo)                        |                       | 3:05     |  |
| 2.                         | «Don't Do Me No Wrong» (En directo)           |                       | 3:07     |  |
| 3.                         | «Big Bad Handsome Man» (En directo)           |                       | 3:03     |  |
| 4.                         | «Wild About My Lovin'» (En directo)           | Tradicional, arr. May | 3:11     |  |
| 5.                         | «Falling in Love with You Again» (En directo) |                       | 5:22     |  |
| 6.                         | «Watcha Gonna Do» (En directo)                |                       | 3:43     |  |
| 7.                         | «Johnny Got a Boom Boom» (En directo)         |                       | 3:05     |  |
| 8.                         | «Rollin' and Tumblin'» (En directo)           | Tradicional, arr. May | 5:40     |  |

## Componentes
Según se indica en la cara interna del álbum:
Músicos
- Imelda May – voz, bodhrán
- Darrel Higham – guitarra
- Al Gare – bajo eléctrico y contrabajo
- Danny McCormack – piano, órgano
- Dave Priseman – trompeta, flugelhorn, percusión
- Dean Beresford – batería

Otros
- Jules Vegas – fotografía y diseño
- Hugh Phillimore - mánager

## Posicionamiento en listas
| Lista (2008)                    | Puesto más alto |
| ------------------------------- | --------------- |
| UK Albums Chart                 | 58              |
| Lista (2009)                    | Puesto más alto |
| Irish Albums Chart              | 1               |
| US Billboard Heatseekers Albums | 12              |
| Lista (2011)                    | Puesto más alto |
| French SNEP Albums Chart        | 14              |